# Ordre de l'Épée
Pour les articles homonymes, voir Ordre de l'épée (homonymie).
L’ordre royal de l’Épée, en suédois Svärdsorden, est un ordre de chevalerie de Suède créé par le roi Frédéric Ier de Suède le 23 février 1748 ainsi que l’ordre des Séraphins et l’ordre royal de l’Étoile polaire.

## Histoire
Au début, l'ordre avait trois classes : chevalier, commandeur et commandeur grand-croix avec pour devise Pro Patria.
En 1788, Gustave III ajoute deux nouveaux grades pour être décernés en temps de guerre : chevalier grand-croix de première classe, avec une étoile semblable à celle de chevalier mais pouvant être portée en tour de cou et l'étoile entourée d'épées, et chevalier grand-croix, avec une étoile semblable à celle de chevalier mais pouvant être portée en tour de cou et l’étoile rehaussée d’épées.
Cet ordre, supprimé en 1974, est rétabli le 1er janvier 2023.

## Grades
Il y a cinq grades :
- commandeur grand-croix
- commandeur de 1re classe
- commandeur
- chevalier de 1re classe
- chevalier

## Quelques membres
- Louis-François Lejeune ;
- Eugène de Beauharnais ;
- Étienne Maurice Gérard ;
- David-Maurice-Joseph Mathieu de La Redorte ;
- Pierre Claude Pajol ;
- Auguste Jean Ameil ;
- Guillaume Dauture ;
- Michel Barclay de Tolly ;
- Levin August von Bennigsen ;
- Jean-Baptiste Prevost de Sansac de Traversay ;
- Konstantin Pavlovitch Pilkine ;
- Nikolaï Yakovlev ;
- Hugo Österman ;
- Auguste Dubail ;
- Jean-Baptiste Philibert Vaillant ;
- Lauri Malmberg ;
- Georg Carl von Döbeln ;
- William Sidney Smith ;
- Charles de Suremain, (1762-1835);
- Gaston Raoul Grandclément, commandeur ;
- Alexandre Jules de La Rochefoucauld (1796-1856), chevalier en 1817
- Jules Pighetti, comte de Rivasso (1926 - 1901)
- François Marjoulet
- Alexandre Louis Andrault de Langeron
- Carl Magnus Jägerhorn
- Edvard Julius (sv) Breitholtz (1830-1912), grand-croix

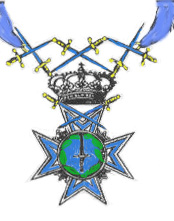
portée en 1750.

## Version de
La description de Louis de Jaucourt dans l'Encyclopédie ou Dictionnaire raisonné des sciences, des arts et des métiers le décrit comme créé par Gustav Vasa en 1523 et avec la médaille ci-décrite.